# Episcada vitrea
Episcada vitrea är en fjärilsart som beskrevs av D'almeida och Mielke 1967. Episcada vitrea ingår i släktet Episcada och familjen praktfjärilar. Inga underarter finns listade i Catalogue of Life.